# Nikica Jelavić
Nikica Jelavić (Čapljina, 27 de agosto de 1985) é um ex-futebolista croata nascido na atual Bósnia-Herzegovina e que atuava como atacante.

## Carreira
Revelado em 2002 pelo Hajduk Split, do seu país natal, a Croácia, Jelavić não obteve grande destaque em seu início de carreira, quando passou por vários clubes. Após atuar por Zulte-Waregem, da Bélgica, e Rapid Viena, da Áustria, foi contratado por 4 milhões de libras pelo escocês e tradicional Rangers, onde manteve boas atuações e marcou 30 gols em 45 jogos pelo campeonato local.
Após duas boas temporadas na Escócia, Jelavić contratado pelo Everton, da Premier League inglesa, por 5 milhões de libras. Na temporada 2011–12, a sua primeira pelo clube inglês, marcou nove gols em treze jogos.

## Seleção Croata
Jelavić fez sua primeira partida em um amistoso contra o Catar, em 8 de outubro de 2009, em Rijeka, quando também marcou seu primeiro gol por sua seleção nacional. Marcou seu segundo gol diante da Eslováquia em um amistoso disputado em Bratislava que terminou empatado em um gol.
Suas boas atuações pelo Everton lhe renderam uma convocação para a UEFA Euro 2012. No torneio, marcou um gol na vitória por 3 a 1 sobre a República da Irlanda, mas não pôde evitar a eliminação da Croácia ainda na fase de grupos.

### Gols
|    | Data                   | Local                        | Adversário         | Gol | Resultado | Competição                          |
| -- | ---------------------- | ---------------------------- | ------------------ | --- | --------- | ----------------------------------- |
| 1. | 8 de outubro de 2009   | Stadion Kantrida, Rijeka     | Catar              | 3–2 | 3–2       | Amistoso                            |
| 2. | 11 de agosto de 2010   | Štadión Pasienky, Bratislava | Eslováquia         | 1–1 | 1–1       | Amistoso                            |
| 3. | 10 de junho de 2012    | Stadion Miejski, Poznań      | Irlanda            | 2–1 | 3–1       | Euro 2012                           |
| 4. | 7 de setembro de 2012  | Stadion Maksimir, Zagreb     | Macedônia do Norte | 1–0 | 1–0       | Eliminatórias da Copa do Mundo 2014 |
| 5. | 6 de fevereiro de 2013 | Craven Cottage, Londres      | Coreia do Sul      | 4–0 | 4–0       | Amistoso                            |
| 6. | 6 de junho de 2014     | Estádio de Pituaçu, Salvador | Austrália          | 1–0 | 1–0       | Amistoso                            |

## Títulos
Hajduk Split
- Campeonato Croata: 2003–04
- Copa da Croácia: 2002–03

Rangers
- Campeonato Escocês: 2010–11
- Copa da Liga Escocesa: 2011

### Prêmios individuais
- Jogador do mês na Premier League: abril de 2012
- Jogador do mês do Everton: abril de 2012